# خليل العجيمي
خليل العجيمي ولد في 20 أكتوبر 1962 في تونس العاصمة، هو مهندس وسياسي تونسي.

## السيرة الذاتية

### الدراسات المسار المهني
تحصل خليل العجيمي على شهادة مهندس من مدرسة لوزان الاتحادية للفنون التطبيقية في 1986، وتخرج أيضا من المدرسة الوطنية للإدارة بباريس في 1994.

بدأ مساره المهني كمهندس كبير ثم كرئيس قسم التعاقد الفرعي في المجمع الميكانيكي بتونس بين 1986 و1988. انضم بعدها لوزارة الاقتصاد الوطني أين كان مهندس كبير في الإدارة العامة للصناعة، ثم مدير فرعي للصناعات الميكانيكية. بين 1994 و1996 كان مكلف بمهمة في ديوان وزير الاقتصاد الوطني ثم في ديوان وزير الصناعة. في أغسطس 1996، عين مدير عام مجمع صناعات المصبرات الغذائية، ثم في مايو 1998 عين مدير ديوان وزير الصناعة. في ديسمبر 2001، أصبح مدير عام وكالة النهوض بالصناعة، ثم في أكتوبر 2002 أصبح رئيس مدير عام الشركة التونسية لصناعة الحديد الفولاذ. 

في يوليو 2015، عين أصبح خليل العجيمي مسؤول العمليات العقارية في المغازة العامة. في 2016، عين رئيس مجلس إدارة الشركة الصناعة للمصبرات الغذائية (سيكام) وكذلك رئيس مجلس إدارة شركة بروكان المتخصصة في التعليب المعدني.

### المسار السياسي
بين 1995 و2000، كان عضو المجلس البلدي لمدينة تونس، وشغل رئاسة اللجنة الاقتصادية في المجلس البلدي.

تولى عدة مناصب حكومية في حكومة محمد الغنوشي الأولى، حيث عين في 1 سبتمبر 2003 في منصب كاتب لدى وزير الصناعة والطاقة مكلف بالتنمية الصناعية حتى 10 نوفمبر 2004، تاريخ تعيينه كاتب دولة لدى وزير التنمية والتعاون الدولي مكلف بالتعاون الدولي والاستثمار الخارجي حتى 4 سبتمبر 2007، أين أصبح وزيرا للسياحة حتى 14 يناير 2010.

عين إثر مغادرته للحكومة كمستشار أول لدى رئيس الجمهورية زين العابدين بن علي.

## التتبعات القضائية
بعد الثورة التونسية في 2011، مثل خليل العجيمي أمام التحقيق في قضية فساد تتعلق باستغلال موظف عمومي، لكنه بقي في حالة سراح.

## الحياة الخاصة
خليل العجيمي متزوج وأب لطفلين.

## التشريفات
- الصنف الثاني من وسام الجمهورية (تونس).[1]